# Métaphore (psycholinguistique)
La métaphore, originellement conçue comme une figure de style par la rhétorique, est également devenue un objet d'étude en psycholinguistique. La psycholinguistique étudie la façon dont les locuteurs d'une langue interprètent les métaphores en temps réel, en se focalisant sur les effets cognitifs de ce procédé, notamment par rapport au langage ordinaire littéral. Les recherches en psycholinguistique au sujet de la métaphore se sont notamment développées autour de la notion de « métaphore conceptuelle » introduite par George Lakoff et Mark Johnson (philosopher) (en) dans leur ouvrage Metaphors We Live By (en).

## Études expérimentales en psycholinguistique
Dans le contexte théorique, élaboré par la psycholinguistique, qui cherche à rendre compte du « processus » interprétatif qu'est la métaphore, des études expérimentales ont été menées pour préciser le fonctionnement et les particularités de la métaphore lorsqu’elle est interprétée. Ces travaux s’inscrivent en opposition à une vision métaphysique de la métaphore en tant que phénomène abstrait et complexe qui dépasserait la conscience humaine. Il s’avère alors que la métaphore est en réalité un phénomène cognitif ordinaire qui émerge d’expériences sensorielles quotidiennes et qui ne fonctionne pas différemment du langage ordinaire littéral. Ce sont en réalité les effets cognitifs de la métaphore sur le raisonnement qui sont particuliers.
Une première étude menée en 2004 cherche à expliquer l’efficacité de la métaphore en communication en démontrant son fort ancrage dans les expériences sensorielles des locuteurs. En effet, suivant les théories de la cognition incarnée (voir Embodiment), les auteurs démontrent que le phénomène linguistique et cognitif de la métaphore est en réalité ancré dans les expériences les plus quotidiennes des locuteurs. A ce propos, la manière la plus intuitive et spontanée pour les locuteurs de parler de leurs « désirs » (par exemple l’amour, l’envie, etc.) correspond à la manière d’exprimer la sensation de faim. La métaphore est donc un moyen de projeter une expérience concrète sur un domaine d’expérience abstrait.
D’ailleurs, une autre étude  a permis de montrer que la métaphore en tant que processus linguistique ne fonctionne pas différemment de l’utilisation du langage littéral ordinaire. Celle-ci est interprétée selon le même modèle et selon les mêmes paramètres d’interprétation, c’est-à-dire l’idée selon laquelle les locuteurs ont un but communicationnel en tête et qu’ils choisissent l’énoncé le plus informatif et le mieux adapté aux connaissances de leur interlocuteur pour transmettre le message. Réflexivement, les interlocuteurs interprètent le message comme étant la manière la plus informative possible de communiquer un but précis parmi toutes les possibilités que le locuteur avait à disposition (voir les travaux de Herbert H. Clark (en) et Paul Grice à ce sujet). Or, la recherche en question permet à ce propos de démontrer que la métaphore possède une efficacité informative supérieure au langage littéral. En effet, une expression métaphorique est plus informative car elle mobilise différents sens conjointement (voir Trait sémantique). Par exemple, dire de quelqu’un qu’il est un « requin » permet de convoquer toutes les caractéristiques du requin pour les transférer sur la personne, plutôt que de sélectionner un seul et unique adjectif.  De plus, la métaphore s’avère plus efficace en communication car elle est fortement liée à son contexte et à un but conversationnel spécifique. À cet égard, elle permet effectivement,  une connivence entre les interlocuteurs.
Finalement, en continuité de ces recherches, des travaux récents ont permis de démontrer que le potentiel expressif de la métaphore ne situait pas qu’à un niveau linguistique ou communicatif mais également au niveau cognitif (et plus largement comportemental, voir à ce propos la fonction perlocutoire du langage). En effet, une étude de 2011 a illustré les effets de la métaphore sur le raisonnement et le comportement des locuteurs. En présentant notamment deux métaphores différentes à deux groupes des participants différents, à savoir l’une définissant le crime comme un virus infectant une ville et l’autre définissant le crime comme une bête sauvage qui ravage une ville, il s’est avéré que chaque groupe réagissait d’une manière différente au problème qui leur était présenté selon la métaphore à laquelle ils étaient confrontés. Les participants qui étaient confrontés à la métaphore du virus tendaient à régler le problème de criminalité en prenant des mesures sociales de sensibilisation et de responsabilisation tandis que ceux confrontés à la métaphore de la bête sauvage se portaient davantage sur des mesures d’éradication de la source du problème en capturant les criminels. Les effets interprétatifs divergents de la métaphore concernant un même problème s’avèrent donc extrêmement puissants. De plus, il est apparu que la métaphore affectait considérablement et à long terme les manières d’interpréter des locuteurs en constituant des schémas complexes d’interprétation dans leur raisonnement. À cet égard, le fait le plus remarquable est que les locuteurs ne réalisent pas les effets de la métaphore. Bien qu’elle ait des effets significatifs sur leur raisonnement, ces derniers ne s’en rendent pas compte et ne considèrent pas la métaphore comme un processus interprétatif aussi puissant.
En somme, ces recherches ont permis d’identifier plus précisément le fonctionnement du processus interprétatif de la métaphore en mettant en avant à la fois son lien étroit avec le langage ordinaire et ses effets sémantiques et cognitifs particuliers.